# Məşədivəlli
Məşədivəlli è un comune dell'Azerbaigian situato nel distretto di Cəlilabad. Conta una popolazione di 105 abitanti.